# Anno 1602
Anno 1602 è un videogioco gestionale uscito il 24 settembre 1998, primo della serie Anno.

## Modalità di gioco
Anno 1602 è incentrato principalmente sull'intento di una fittizia nazione Europea di espandere il proprio dominio presso il Nuovo Mondo. Il giocatore sarà immediatamente tenuto a determinare l'ubicazione di un'isola idonea al fine di fondare il proprio insediamento urbano, del quale sarà necessario incentivare lo sviluppo dell'economia e del commercio.
Anno 1602 dispone inoltre di una modalità multigiocatore online capace di ospitare sino a quattro giocatori contemporaneamente.